# Newtonova ljestvica
Newtonova ljestvica je temperaturna ljestvica koju je osmislio Isaac Newton oko 1700. godine. Razmišljajući o problemu topline, razvio je prvu kvalitativnu temperaturnu ljestvicu, koja je sadržavala oko dvadeset referentnih točaka, od „hladnog zimskog zraka“ do „užarenog ugljena u kuhinjskoj vatri“. Ovaj pristup je bio prilično grub i problematičan, pa je Newton ubrzo i sam postao nezadovoljan s njim. Znao je da se većina tvari širi s povećanjem temperature, pa je u posudi s lanenim uljem mjerio promjene volumena u referentnim točkama. Otkrio je da se volumen lanenog ulja povećao za 7,25 % kada je zagrijano od temperature topljenja snijega do temperature vrelišta vode.
Poslije određenog vremena, definrao je „nulti stupanj topline“ kao temperaturu topljenja snijega, a "33. stupanj topline“ kao temperaturu vrelišta vode. Njegova ljestvica je, samim tim, prethodnik Celzijeve ljestvice, s obzirom na to da su definirane preko istih temperaturnih referenci. Vjerojatno je Celsius znao za Newtonovu ljestvicu kada je osmislio svoju. Newton je svoj mjerni instrument nazvao "termometar".
Stoga, jedinica ove ljestvice, Newtonov stupanj, jednaka je {\displaystyle {\tfrac {100}{33}}} (približno 3.03) kelvina ili stupnjeva Celzijusa i ima istu nulu kao i Celzijeva ljestvica.

## Formule konverzija iz i u Newtona
| Jedinica   | Iz Newtona                   | U Newtona                      |
| ---------- | ---------------------------- | ------------------------------ |
| Celzij     | [°C] = [°N] × 100⁄33         | [°N] = [°C] × 33⁄100           |
| Fahrenheit | [°F] = [°N] × 60⁄11 + 32     | [°N] = ([°F] − 32) × 11⁄60     |
| Kelvin     | [K] = [°N] × 100⁄33 + 273.15 | [°N] = ([K] − 273.15) × 33⁄100 |
| Rankine    | [°R] = [°N] × 60⁄11 + 491.67 | [°N] = ([°R] − 491.67) × 11⁄60 |